# Pump Up the Volume (film)
Pour plus de détails, voir Fiche technique et Distribution.
Pump Up the Volume est un film américain écrit et  réalisé par le Canadien Allan Moyle, sorti en 1990.

## Synopsis
Mark Hunter (Christian Slater) est un adolescent timide qui vient de débarquer avec ses parents dans une petite ville paumée de l'Arizona.
Il n'a pas d'ami(e) et se sent en rupture avec ses parents qu'il perçoit comme conservateurs.
Alors, se servant d'une radio que ses parents lui avaient donnée pour communiquer avec ses amis de la Côte est, il monte sous le pseudo de « Harry La Trique » une émission de radio pirate. Tous les soirs, à partir de 22H00, il prend les ondes et y crache sa vision cynique de l'univers qui l'entoure.
Très vite, il devient la voix de la rébellion dans son lycée, provoquant l'ire de l'administration et l'intérêt grandissant d'une élève, Nora Diniro (Samantha Mathis) bien décidée à connaître la véritable identité de ce « Harry La Trique ».

## Fiche technique
- Titre : Pump Up the Volume
- Titres québécois : Y a-t-il une vie après le lycée? ou Plein Volume
- Réalisation : Allan Moyle
- Scénario : Allan Moyle
- Production : Rupert Harvey, Sandy Stern et Janet Grillo
- Société de production : Alliance Vivafilm et New Line Cinema
- Société de distribution : New Line Distribution, Alliance Vivafilm et Ciné-Maison Bellevue
- Musique : Cliff Martinez et Steve Taylor[réf. nécessaire]
- Photographie : Walt Lloyd
- Montage : Larry Bock et Janice Hampton
- Décors : Robb Wilson King
- Costumes : Michael Abbott
- Pays d'origine :  Canada,  États-Unis
- Langue originale : anglais
- Format : Couleurs - 1,85:1 - Dolby - 35 mm
- Genre : Comédie dramatique
- Durée : 105 minutes
- Dates de sortie :
  -  États-Unis : 22 août 1990
  -  France : 5 décembre 1990

## Distribution
- Christian Slater (VF : Emmanuel Curtil) : Mark Hunter (Harry la trique)
- Samantha Mathis (VF : Séverine Morisot) : Nora Diniro
- Scott Paulin (VF : Hervé Jolly) : Brian Hunter
- Mimi Kennedy : Marla Hunter
- Andy Romano : Murdock
- Annie Ross : Loretta Creswood
- Cheryl Pollak (VF : Virginie Ledieu) : Paige Woodward
- Jeff Chamberlain : M. Woodward
- Billy Morrissette (VF : William Coryn) : Mazz Mazzilli
- Ellen Greene : Jan Emerson
- Anthony Lucero : Malcolm Kaiser
- Lala Sloatman : Janie
- Holly Sampson : Cheryl Biggs
- Keith Stuart Thayer : Luis Chavez
- Annie Rusoff : Annie
- Jonathan Mazer : Jonathan
- Alexander Enberg : Alex
- Ahmet Zappa : Jamie
- Seth Green : Joey
- Lin Shaye : Parent

## Bande originale
- Everybody Knows, composé et interprété par Leonard Cohen (et par Concrete Blonde)
- If It Be Your Will, composé et interprété par Leonard Cohen
- Why Can't I Fall in Love, interprété par Ivan Neville
- Stand, interprété par Liquid Jesus
- Wave of Mutilation (U.K. Surf), interprété par les Pixies
- I've Got a Secret Miniature Camera, interprété par Peter Murphy
- Kick Out The Jams, interprété par Bad Brains et Henry Rollins
- Freedom of Speech, interprété par Above The Law
- Heretic, interprété par Soundgarden
- Titanium Expose, interprété par Sonic Youth
- Me And The Devil Blues, interprété par Cowboy Junkies
- Tale O' The Twister, interprété par Chagall Guevara
- WeinerSchnitzel, interprété par Descendents
- Talk Hard, interprété par Stan Ridgway
- Fast Lane, interprété par Urban Dance Squad
- Hello Dad, I'm in Jail, interprété par Was (Not Was)
- The Scenario, interprété par les Beastie Boys
- Love Comes in Spurts, interprété par Richard Hell & the Voidoids

## Réception
Le film a rapporté 11 541 758 $ au box-office américain. En France, le film totalise 426 088 entrées au 26 février 1991.
Il a obtenu de bonnes critiques, recueillant 81 % de critiques positives, avec une note moyenne de 6,7/10 et sur la base de 31 critiques collectées, sur le site internet Rotten Tomatoes. Il obtient un score de 77/100, sur la base de 16 critiques, sur Metacritic.

## Distinctions
Sauf mention contraire, cette liste provient d'informations de l'Internet Movie Database.

### Récompenses
- Prix du public lors du Festival du film de Deauville 1990.
- Prix du meilleur film lors du Festival international du film de Seattle 1990.

### Nominations
- Prix de la critique lors du Festival du film de Deauville 1990
- Prix du meilleur film, meilleur réalisateur, meilleur acteur (Christian Slater) et meilleur scénario, lors des Independent Spirit Awards 1991.

## Autour du film
- Lala Sloatman (Janie) et Ahmet Zappa (Jamie) sont cousin et cousine dans la vie réelle mais ont dû jouer ici un couple.
- Christian Slater est tombé malade à plusieurs reprises durant le tournage, en raison du nombre de cigarettes qu'il devait fumer.